# Endel Lippmaa
Endel Lippmaa, né le 15 septembre 1930 à Tartu et mort le 30 juin 2015, est un scientifique et homme politique estonien.

## Biographie
Fils du botaniste Teodor Lippmaa, il étudie à l'université de technologie de Tallinn de 1948 à 1953, puis devient candidat ès sciences en 1956. Maître de conférences à l'université de technologie de Tallinn jusqu'en 1961, il dirige le département de physique à l'Institut de cybernétique de l'Académie estonienne des sciences (1961-1980), puis le laboratoire de l'Institut de chimie physique et de biophysique. 
Après avoir obtenu un doctorat en physique mathématique à l'Académie estonienne des sciences (1969), il devient professeur de chimie physique en 1971. À partir de 1993, il est professeur à l'université de Tartu. Depuis 2001, il dirige le centre estonien de spectrométrie analytique.

## Carrière politique
Actif dans la vie politique estonienne à partir de la fin des années 1980, il est ministre sans portefeuille dans le gouvernement d'Edgar Savisaar (1990-1992), puis ministre de l'intégration européenne dans le gouvernement de Tiit Vähi (1995-1996). De 1996 à 1999, il siège au Parlement. Il est aussi conseiller municipal de Tallinn de 1993 à 1999.

## Prix et récompenses
- Ordre du Blason national d'Estonie de 2e classe, 2000
- Prix de l'identité nationale, 2006